# Оскар Тігрерос
Оскар Тігрерос Едуардо Урбано (ісп. Óscar Eduardo Tigreros Urbano; нар. 28 липня 1997, Буга) — колумбійський борець вільного стилю, дворазовий срібний та дворазовий бронзовий призер Панамериканських чемпіонатів, срібний призер Панамериканських ігор, срібний призер Південноамериканських ігор, бронзовий призер Центральноамериканських і Карибських ігор, чемпіон Боліваріанських ігор, учасник Олімпійських ігор.

## Життєпис
У 2013 році став чемпіоном Панамериканського чемпіонату серед кадетів. Наступного року на цих же змаганнях здобув срібну нагороду. Того ж року став срібним призером Панамериканського чемпіонату серед юніорів. Наступного року на цих же змаганнях здобув бронзову медаль. У 2017 знову став срібним призером Панамериканського чемпіонату серед юніорів. Наступного року дебютував на Панамериканському чемпіонаті серед дорослиз, де теж здобув срібну нагороду. Наступного року на цих же змаганнях повторив цей результат.
У березні 2020 на Олімпійському кваліфікаційному турнірі в Оттаві став другим, що дозволило йому вибороти ліцензію на участь в літніх Олімпійських іграх 2020 року в Токіо. На Олімпіаді поступився у першому поєдинку Раві Кумару Дахії з Індії (2:13), однак через те, що індієць вийшов до фіналу, отримав право поборотися за бронзову нагороду. У втішній сутичці програв Георгі Вангелову з Болгарії (4:13, туше) і вибув з турніру.

## Спортивні результати на міжнародних змаганнях

### Виступи на Олімпіадах
| Змагання                    | Збірна   | Вагова категорія          | Місце |
| --------------------------- | -------- | ------------------------- | ----- |
| Літні Олімпійські ігри 2020 | Колумбія | вільна боротьба, до 57 кг | 10    |

### Виступи на Чемпіонатах світу
| Змагання                        | Збірна   | Вагова категорія          | Місце |
| ------------------------------- | -------- | ------------------------- | ----- |
| Чемпіонат світу з боротьби 2019 | Колумбія | вільна боротьба, до 57 кг | 9     |
| Чемпіонат світу з боротьби 2022 | Колумбія | вільна боротьба, до 57 кг | 31    |

### Виступи на Панамериканських чемпіонатах
| Змагання                                   | Збірна   | Вагова категорія          | Місце  |
| ------------------------------------------ | -------- | ------------------------- | ------ |
| Панамериканський чемпіонат з боротьби 2018 | Колумбія | вільна боротьба, до 57 кг | Срібло |
| Панамериканський чемпіонат з боротьби 2019 | Колумбія | вільна боротьба, до 57 кг | Срібло |
| Панамериканський чемпіонат з боротьби 2020 | Колумбія | вільна боротьба, до 57 кг | 8      |
| Панамериканський чемпіонат з боротьби 2022 | Колумбія | вільна боротьба, до 57 кг | Бронза |
| Панамериканський чемпіонат з боротьби 2023 | Колумбія | вільна боротьба, до 57 кг | 8      |
| Панамериканський чемпіонат з боротьби 2024 | Колумбія | вільна боротьба, до 57 кг | Бронза |

### Виступи на Панамериканських іграх
| Змагання                  | Збірна   | Вагова категорія          | Місце  |
| ------------------------- | -------- | ------------------------- | ------ |
| Панамериканські ігри 2019 | Колумбія | вільна боротьба, до 57 кг | 5      |
| Панамериканські ігри 2023 | Колумбія | вільна боротьба, до 57 кг | Срібло |

### Виступи на Південноамериканських іграх
| Змагання                       | Збірна   | Вагова категорія          | Місце  |
| ------------------------------ | -------- | ------------------------- | ------ |
| Південноамериканські ігри 2018 | Колумбія | вільна боротьба, до 57 кг | Срібло |

### Виступи на Центральноамериканських і Карибських іграх
| Змагання                                     | Збірна   | Вагова категорія          | Місце  |
| -------------------------------------------- | -------- | ------------------------- | ------ |
| Центральноамериканські і Карибські ігри 2018 | Колумбія | вільна боротьба, до 57 кг | Бронза |

### Виступи на Центральноамериканських і Карибських чемпіонатах
| Змагання                                                       | Збірна   | Вагова категорія          | Місце |
| -------------------------------------------------------------- | -------- | ------------------------- | ----- |
| Центральноамериканський і Карибський чемпіонат з боротьби 2018 | Колумбія | вільна боротьба, до 57 кг | 5     |

### Виступи на Боліваріанських іграх
| Змагання                 | Збірна   | Вагова категорія          | Місце  |
| ------------------------ | -------- | ------------------------- | ------ |
| Боліваріанські ігри 2022 | Колумбія | вільна боротьба, до 57 кг | Золото |

### Виступи на Чемпіонатах світу серед військовослужбовців
| Змагання                                                  | Збірна   | Вагова категорія                 | Місце  |
| --------------------------------------------------------- | -------- | -------------------------------- | ------ |
| Чемпіонат світу з боротьби серед військовослужбовців 2021 | Колумбія | греко-римська боротьба, до 60 кг | Срібло |

### Виступи на інших змаганнях
| Змагання                                                        | Збірна   | Вагова категорія          | Місце  |
| --------------------------------------------------------------- | -------- | ------------------------- | ------ |
| Олімпійський кваліфікаційний турнір з боротьби 2020 (Оттава)    | Колумбія | вільна боротьба, до 57 кг | Срібло |
| Олімпійський кваліфікаційний турнір з боротьби 2024 (Акапулько) | Колумбія | вільна боротьба, до 57 кг | 5      |

### Виступи на змаганнях молодших вікових груп
| Змагання                                                 | Збірна   | Вагова категорія          | Місце  |
| -------------------------------------------------------- | -------- | ------------------------- | ------ |
| Панамериканський чемпіонат з боротьби серед кадетів 2013 | Колумбія | вільна боротьба, до 42 кг | Золото |
| Панамериканський чемпіонат з боротьби серед кадетів 2014 | Колумбія | вільна боротьба, до 46 кг | Срібло |
| Чемпіонат світу з боротьби серед кадетів 2014            | Колумбія | вільна боротьба, до 46 кг | 12     |
| Літні юнацькі Олімпійські ігри 2014                      | Колумбія | вільна боротьба, до 46 кг | 4      |
| Панамериканський чемпіонат з боротьби серед юніорів 2014 | Колумбія | вільна боротьба, до 50 кг | Срібло |
| Панамериканський чемпіонат з боротьби серед юніорів 2015 | Колумбія | вільна боротьба, до 50 кг | Бронза |
| Панамериканський чемпіонат з боротьби серед юніорів 2016 | Колумбія | вільна боротьба, до 50 кг | 8      |
| Чемпіонат світу з боротьби серед юніорів 2016            | Колумбія | вільна боротьба, до 50 кг | 18     |
| Панамериканський чемпіонат з боротьби серед юніорів 2017 | Колумбія | вільна боротьба, до 50 кг | Срібло |
| Чемпіонат світу з боротьби серед молоді 2019             | Колумбія | вільна боротьба, до 57 кг | 10     |